# 海軍軍官学校

中華民国海軍軍官学校の旗

海軍軍官学校（かいぐんぐんかんがっこう、R.O.C. Naval Academy）は、台湾高雄市に位置する、海軍軍官（将校）を養成する為の中華民国海軍の教育機関（海軍兵学校）。

## 歴史
中国に於ける海軍関連学校の歴史は清末の同治5年（1866年）に福建省馬尾船廠に設置された福建船政学堂がその初見であり、中国に於ける海軍教育の嚆矢である。その後沿岸各地で多くの海軍学校が設立され、中華民国成立後も独立し、独自の教育体系を採用していた。また軍閥が割拠する政治情勢であり海軍教育が発達することが困難な状況下で海軍人材の養成は脈々と継続されていた。海軍増強の重要性を認識した政府は、体系化された海軍幹部教育を行う事を目的に1946年に日華事変中重慶に疎開していた馬尾海軍学校と上海高昌廟にあった汪兆銘政権の中央海軍学校を合併、上海に海軍軍官学校が設立された。その後国共内戦により廈門への移転を経て、現在の所在地に至っている。

### 年表
| 年     | 月日    | 事跡                                           |
| ------ | ------- | ---------------------------------------------- |
| 1946年 | 6月16日 | 上海に於いて「海軍軍官学校」が開校             |
| 1947年 | -       | 青島にあった中央海軍訓練団を海軍軍官学校に編入 |
| 1949年 | -       | 国共内戦の影響で台湾へ移転                     |

## アクセス
- 最寄駅：高雄メトロ世運駅

## 組織
- 一般学科部
  - 電機工学科
  - 応用科学科
  - 海洋科学科
  - 船舶機械学科
  - 情報管理学科
- 教養教育センター
  - 社会コース
  - 人文コース
- 軍事学科部
  - 戦術コース
  - 内燃機関コース
  - 体育コース

### 歴代校長
| 代     | 氏名   | 職位 | 任期 |
| ------ | ------ | ---- | ---- |
| 初代   | 蒋介石 | 総統 | -    |
| 第2代  | 魏済民 | 代将 | -    |
| 第3代  | 郭発鰲 | 代将 | -    |
| 第4代  | 王恩華 | 少将 | -    |
| 第5代  | 曹仲周 | 少将 | -    |
| 第6代  | 宋長志 | 中将 | -    |
| 第7代  | 高如峰 | 中将 | -    |
| 第8代  | 張仁耀 | 中将 | -    |
| 第9代  | 池孟彬 | 中将 | -    |
| 第10代 | 白樹綿 | 中将 | -    |
| 第11代 | 鄭本基 | 中将 | -    |
| 第12代 | 羅錡   | 中将 | -    |
| 第13代 | 陳連生 | 中将 | -    |
| 第14代 | 欧陽位 | 中将 | -    |
| 第15代 | 李恒彰 | 中将 | -    |
| 第16代 | 顧崇廉 | 中将 | -    |
| 第17代 | 孫維恵 | 中将 | -    |
| 第18代 | 伍世文 | 中将 | -    |
| 第19代 | 黎克恕 | 中将 | -    |
| 第20代 | 胡才貴 | 中将 | -    |
| 第21代 | 李芳崙 | 中将 | -    |
| 第22代 | 高揚   | 中将 | -    |
| 第23代 | 金豊郷 | 中将 | -    |
| 第24代 | 黄正雲 | 中将 | -    |
| 第25代 | 張志澄 | 中将 | -    |
| 第26代 | 申伯之 | 中将 | -    |
| 第27代 | 王長鋭 | 少将 | -    |
| 第28代 | 陸經緯 | 少将 | -    |